# Gillertjärnen (Ore socken, Dalarna)
Gillertjärnen är en sjö i Rättviks kommun i Dalarna och ingår i Dalälvens huvudavrinningsområde.